# My Best Friend's Girl (The Cars)
My Best Friend's Girl is een nummer van de Amerikaanse rockband The Cars uit 1979. Het is de tweede single van hun titelloze debuutalbum.
Het nummer haalde een bescheiden 35e positie in de Amerikaanse Billboard Hot 100. Hoewel het nummer in Amerika in 1978 al was uitgebracht, wordt de plaat in Nederland pas in 1979 een klein succesje, en omdat hij laat wordt opgemerkt en alleen door de VARA wordt gedraaid, is er slechts een bescheiden notering voor zowel het eerste album, als voor de single. De platenmaatschappij die groots inzette met Roy Thomas Baker, (bekend van Queen-producties) keek met grote vraagtekens naar de hier getoonde belangstelling. Het nummer haalde de 28e positie in de Nederlandse Top 40.